# Brug 1358
Brug 1358 is een bouwkundig kunstwerk in Amsterdam-Zuidoost.
De brug zorgt sinds 1982 de verbinding voor voetgangers en fietsers tussen de woonhuizen aan de Polsbroekstraat (P-buurt) aan de westzijde en het winkelcentrum gelegen op het Veenendaalplein aan de oostkant. Ze overspant daarbij een gracht in het verlengde van de Passewaaigracht richting Gaasperplas. Ze heeft tevens verbinding met het Kelbergenpad, een kilometers lang voet- en fietspad dat Zuidoost doorsnijdt. Alhoewel heel anders ingericht dan de hoogbouwwijken in Zuidoost, werden ook deze wijken in Reigersbos aangelegd met gescheiden verkeersstromen. Gemotoriseerd verkeer moet om hetzelfde te bereiken dan ook behoorlijk omrijden via de Meerkerkdreef, brug 1366 en de Valburgdreef.
De brug is ontworpen door architect Dirk Sterenberg werkend vanuit Hoorn voor de Dienst der Publieke Werken. Alhoewel bouwtekeningen ontbreken in het publieke domein, is de architect eenvoudig te achterhalen. Sterenberg ontwierp tientallen van deze voet- en fietsbruggen voor Reigersbos, te herkennen aan de brugpijlervorm. Per twee pijlers is er een aan de onderzijde een afgerond juk geplaatst die de liggers draagt. In 1982 werd de brug voorzien van stevige dikke houten balken als leuning en ook de borstweringen zijn elders in Reigersbos bij tientallen bruggen te vinden, zoals bij de Jean-Paul Sartrebrug (brug 1264). Brugdek en leuningen waren niet bestand tegen het Nederlandse weer. De bovenbouw, origineel bestaand uit blauwe beschilderde balken, werd begin 21e eeuw vervangen door slankere leuningen, naar model van Haasnoot Bruggen, die relatief veel bruggen bouwde en vernieuwde in Amsterdam.
<<< · 1301 · 1302 · 1303 · 1304 · 1305 · 1306 · 1307 · 1308 · 1309 · 1311 · 1312 · 1313 · 1314 · 1315 · 1316 · 1317 · 1319 · 1320 · 1321 · 1322 · 1323 · 1324 · 1325 · 1326 · 1327 · 1328 · 1329 · 1330 · 1331 · 1332 · 1333 · 1334 · 1335 · 1336 · 1337 · 1338 · 1339 · 1340 · 1342 · 1343 · 1344 · 1345 · 1346 · 1347 · 1348 · 1349 · 1350 · 1351 · 1352 · 1353 · 1354 · 1355 · 1356 · 1357 · 1358 · 1359 · 1360 · 1361 · 1362 · 1363 · 1364 · 1365 · 1366 · 1367 · 1368 · 1373 · 1375 · 1376 · 1377 · 1378 · 1379 · 1380 · 1381 · 1382 · 1383 · 1384 · 1385 · 1386 · 1387 · 1388 · 1389 · 1390 · 1391 · 1392 · 1396 · 1397 · 1398 · 1399 · >>>
Brugnummers 1300, 1318, 1341, 1369-1372, 1374, 1393, 1394, 1395 zijn niet vergeven. 1310 is gesloopt; brug 1318 is nooit gebouwd in verband met niet aanleggen Veenendaaldreef.